# Auntie Mame
Auntie Mame is een Amerikaanse komedie film uit 1958 geregisseerd door Morton DaCosta. De hoofdrol wordt gespeeld door Rosalind Russell. De film is gebaseerd op het gelijknamige boek van Patrick Dennis.
De film werd genomineerd voor zes Oscars, waaronder de Oscar voor beste film. De film wist uiteindelijk geen nominaties te verzilveren.

## Rolverdeling
| Acteur           | Personage                           |
| ---------------- | ----------------------------------- |
| Rosalind Russell | Mame Dennis                         |
| Forrest Tucker   | Beauregard Jackson Pickett Burnside |
| Coral Browne     | Vera Charles                        |
| Fred Clark       | Dwight Babcock                      |
| Roger Smith      | Patrick Dennis                      |
| Patric Knowles   | Lindsay Woolsey                     |
| Peggy Cass       | Agnes Gooch                         |
| Jan Handzlik     | jonge Patrick Dennis                |
| Joanna Barnes    | Gloria Upson                        |
| Pippa Scott      | Pegeen Ryan                         |
| Lee Patrick      | Doris Upson                         |
| Willard Waterman | Claude Upson                        |
| Robin Hughes     | Brian O'Bannion                     |
| Connie Gilchrist | Norah Muldoon                       |
| Yuki Shimoda     | Ito                                 |
| Brook Byron      | Sally Cato MacDougall               |
| Carol Veazie     | Mrs. Burnside                       |
| Henry Brandon    | Acacius Page                        |

## Prijzen en nominaties
| Jaar | Prijs          | Categorie                | Genomineerde(n)              | Uitslag     |
| ---- | -------------- | ------------------------ | ---------------------------- | ----------- |
| 1958 | Academy Awards | Beste film               | Beste film                   | Genomineerd |
| 1958 | Academy Awards | Beste acteur             | Rosalind Russell             | Genomineerd |
| 1958 | Academy Awards | Beste vrouwelijke bijrol | Peggy Cass                   | Genomineerd |
| 1958 | Academy Awards | Beste productieontwerp   | Malcolm Bert, George Hopkins | Genomineerd |
| 1958 | Academy Awards | Beste montage            | William Ziegler              | Genomineerd |
| 1958 | Academy Awards | Beste camerawerk         | Harry Stradling              | Genomineerd |